# Dorino Serafini
Teodoro "Dorino" Serafini (Pesaro, 22 juli 1909 - aldaar, 5 juli 2000) was een autocoureur uit Italië. Hij nam deel aan zijn thuisrace in 1950 en scoorde hierin een podium en 3 punten voor het wereldkampioenschap Formule 1.